# Alan Scholefield
Alan Scholefield (Città del Capo, 15 gennaio 1931 – 26 ottobre 2017) è stato uno scrittore sudafricano famoso per la sua serie "Macrae & Silver".
È famoso inoltre per aver scritto il romanzo Dirty Weekend del 1990 e per la serie Winter's Crimes.

## Opere

### Serie

#### Macrae and Silver
1. Dirty Weekend (1989)
2. Never Die in January (1992)
3. Thief Taker (1991)
4. Threats and Menaces (1993)
5. Don't Be a Nice Girl (1994)
6. Night Moves (1996)

#### Dr. Anne Vernon
1. Burn Out (1994)
2. Buried Treasure (1995)
3. Bad Timing (1997)

### Altri romanzi
- A View of Vultures (1966)
- Great Elephant (1967)
- The Eagles of Malice (1968)
- Wild Dog Running (1970)
- Young Masters (1971)
- The Hammer of God (1973)
- Lion in the Evening (1974)
- Dark Kingdoms (1975)
- The Alpha Raid (1976)
- Venom (1977), da cui è stato tratto il film Venom. Pubblicato in Italia con il titolo Veleno nella collana Il Giallo Mondadori, numero 1617.[1]
- Point of Honour (1979), pubblicato in Italia con il titolo Victoria cross[1]
- Berlin Blind (1980)
- The Human Zero (1981)
- Stone Flower (1982)
- The Sea Cave (1983)
- Fire in the Ice (1984)
- King of the Golden Valley (1985)
- The Last Safari (1987), pubblicato in Italia con il titolo L'ultimo safari[1]
- The Lost Giants (1989)
- Criss-Cross (1990)
- Loyalties (1991)
- Beneath the Wide Wide Heaven: A Virago Book of Poetry (1991)
- Cat's Eyes (1991)
- Night Child (1992)
- The Drowning Mark (1997)

### Antologie pubblicate
- Poetry for the Earth (1992) (con Sara Dunn)